# Szkoła Podstawowa nr 1 im. Jana Pawła II w Lwówku Śląskim
Szkoła Podstawowa nr 1 im. Jana Pawła II w Lwówku Śląskim – publiczna ośmioklasowa szkoła podstawowa zlokalizowana w Lwówku Śląskim na Dolnym Śląsku. Jest to najnowsza szkoła podstawowa w mieście, wybudowana w 1966. Po reformie edukacyjnej szkołę przekształcono w gimnazjum im. Jana Pawła II. Przez krótki czas, po ponownym wprowadzeniu ośmioklasowych szkół podstawowych, szkoła nosiła nazwę im. Dzieci Piastów.

## Początki szkoły
Pierwsze zajęcia szkolne w Lwówku Śląskim odbyły się 8 września 1945 roku, w dwóch salach lekcyjnych w budynku, który obecnie należy do Zespołu Szkół Ogólnokształcących i  Zawodowych. W listopadzie tego roku szkoła została oficjalnie otwarta, a 20 grudnia 1945 roku przyjęto jej pierwszą nazwę – Szkoła Podstawowa im. Dzieci Piastów. W czerwcu 1947 roku Szkołę Powszechną im. „Dzieci Piastów” opuściło pierwszych kilkunastu absolwentów.
W roku szkolnym 1951/1952 zdecydowano się przenieść część uczniów do budynku zastępczego, będącego starym klasztorem pofranciszkański m przy ul. Szkolnej, zwanego popularnie „babką”, a będącego częścią zespołu budynków klasztornych ojców franciszkanów. Z powodu złych warunków lokalowych, zdecydowano się  wybudować w północno-zachodniej części miasta reprezentacyjny i nowoczesny gmach szkoły. W 1964 roku ukończono prace i szkołę przeniesiono. Od tego czasu, aż do 2000 roku w tym budynku funkcjonowała tzw. „Jedynka”, którą na kolejnych kilkanaście lat zastąpiło Gimnazjum im. Jana Pawła II. Po kilkunastu latach gimnazjum przekształcono z powrotem na szkołę numer 1 w Lwówku Śląskim.
Szkoła Podstawowa nr 1 w Lwówku Śląskim to placówka edukacyjna o bogatej historii, sięgającej czasów powojennych. Jej korzenie sięgają pierwszej polskiej szkoły w mieście, założonej w 1945 roku jako Szkoła Podstawowa im. Dzieci Piastów. Po reformie oświaty w 1999 roku budynek szkoły przejęło Gimnazjum im. Jana Pawła II, które funkcjonowało tam do 2017 roku. Z dniem 1 września 2017 roku szkoła podstawowa została reaktywowana, przywracając dawną "Jedynkę" do świata edukacji podstawowej.

## Infrastruktura
Szkoła Podstawowa nr 1 jest jednym z najnowocześniejszych obiektów edukacyjnych w Gminie Lwówek Śląski. Budynek, wzniesiony w połowie lat 60., wyróżnia się przestronnością oraz dobrym zapleczem dydaktycznym. Do dyspozycji uczniów są:
- szerokie korytarze na trzech kondygnacjach,
- duże sale lekcyjne,
- aula,
- świetlica,
- gabinety pedagoga, psychologa i pielęgniarki,
- sala gimnastyczna,
- hala sportowa,
- siłownia,
- kompleks boisk,
- stadion lekkoatletyczny.

## Działalność sportowa i artystyczna
Szkoła kładzie duży nacisk na rozwój fizyczny i sportowy uczniów, współpracując z klubem sportowym MKS Piast. Uczniowie osiągają wysokie wyniki w lekkiej atletyce oraz grach zespołowych. Oprócz tego placówka wspiera rozwój talentów artystycznych uczniów w dziedzinach takich jak plastyka, wokal, teatr i taniec.

## Udział w obchodach i wydarzeniach historycznych
Uczniowie szkoły od lat uczestniczyli w licznych uroczystościach i obchodach związanych z historią miasta oraz Polski. W latach 60. i 70. XX wieku Szkoła Podstawowa nr 1 brała udział w obchodach rocznicowych Lwówka Śląskiego, takich jak „Wiosna Lwówecka” oraz 760-lecie miasta w 1967 roku. Podczas tych wydarzeń organizowano barwne korowody, przedstawienia oraz akademie szkolne.
W czasach PRL-u szkoła była również miejscem organizacji uroczystości państwowych, w tym wojewódzkich obchodów 60-lecia Rewolucji Październikowej. Relacje z tamtych lat wskazują na duże zaangażowanie nauczycieli i uczniów w przygotowanie oficjalnych akademii oraz dekoracji szkoły.
Współczesne inicjatywy
Obecnie szkoła dąży do przywrócenia dawnych tradycji, takich jak "Wiosna Lwówecka", która była popularnym wydarzeniem w latach 60. Inicjatywa ta ma na celu integrację społeczności szkolnej i lokalnej oraz promocję kultury i historii regionu.
Jednymi z najbardziej znanych absolwentów szkoły są: Sylwia Ejdys, Anna Zagórska-Rostkowska, Dagmara Wojtasik, Samanta Paraniak, Tomasz Bialic czy Katarzyna Karpowicz.